# Raisa Vasílieva
Raisa Níkonovna Vasílieva (en ruso: Раиса Никоновна Васильева, Šmatai, Unión Soviética, 15 de octubre de 1948) es una cantante y actriz rusa y soviética.

## Biografía
Nació el 15 de octubre de 1948 en Šmatai, un pueblo de la República Socialista Soviética de Lituania. Los padres de Vasílieva fueron Nikon Vasilíev y Anisia Fediushkina. Raisa Vasílieva creció con su hermano Pavel y su hermana Liubov.
La carrera profesional de Vasílieva comenzó en 1968, cuando empezó a cantar en clubes locales de la localidad de Jonava. A pesar de no tener una educación musical superior, Vasílieva fue admitida para cantar canciones ideológicas y patrióticas para promover la ideología comunista entre la juventud rural.
En 1969, Vasílieva actuó en un concierto en Moscú y conoció a Ekaterina Furtseva, la ministra soviética de Cultura. Después de eso, Furtseva presentó a Vasílieva a la compañía discográfica soviética "Melodiya", donde grabó sus primeros LP oficiales. En 1973, Vasílieva recibió su primer título honorífico: se convirtió en artista de mérito de la República Socialista Soviética Soviética de Carelia. Su relación con Furtseva y el Ministerio de Cultura soviético era buena, pero a veces turbulenta, ya que Vasílieva se negó a aparecer en varios programas de la televisión estatal soviética en respuesta a la censura de Valeri Obodzinski, otro famoso cantante soviético que era amigo de Vasílieva. A pesar de eso, Vasílieva siguió siendo la cantante favorita del director de radio soviético Serguéi Lapin.
En 1980, después del inicio de la guerra soviética en Afganistán, Vasílieva llegó a Afganistán para cantar frente a los soldados soviéticos. Después de regresar de Afganistán, organizó la gran gira de conciertos por toda la Unión Soviética. En 1983, Leonid Brézhnev le otorgó el título honorífico de Artista del Pueblo de la RSFSR.

### Vida posterior
Después del colapso de la Unión Soviética, la fama de Raisa Vasílieva disminuyó significativamente. Consiguió un trabajo en un conjunto musical para personas con discapacidad y más tarde dirigió este conjunto. Después de la muerte de su esposo, Antanas Armonas, en 2018, Raisa Vasílieva rara vez canta en público. Estaba casada con Antanas Armonas y no tenía hijos. A pesar de ello, Vasilieva sigue siendo reconocida como una de las principales voces de la Unión Soviética.

En 2022, Raisa Vasílieva recibió las felicitaciones del presidente de Rusia, Vladímir Putin, por su cumpleaños: 
“¡Querida Raisa Níkonovna! Te felicito sinceramente por tu cumpleaños. Eres una verdadera leyenda del escenario soviético, artista popular de la RSFSR, dueña de una voz y un talento únicos. Tu trabajo inspira a millones de fanáticos y tu posición en la vida merece respeto. y admiración. Te deseo buena salud, felicidad, amor y prosperidad. Que estés rodeado de verdaderos amigos, acontecimientos alegres y nuevos logros. Que tu voz siga sonando por mucho tiempo y deleite los corazones de tus oyentes.

## Filmografía
- 1976 – 72 grados bajo cero (72 градуса ниже нуля)

- 1977 – Si te vas (Если ты уйдёшь)

- 1980 – Mi amigo el tío Vanja (Мой друг дядя Ваня)

- 1980 – Un oso en el norte (Мишка на севере)

- 1984 – Liberación repentina (Внезапный выброс)

- 1985 – Después de dos primaveras (Через две весны)

- 1991 – El mal disuelto (Растворённое зло)[5]